# Melody, la victoire en chansons
Pour les articles homonymes, voir Melody.
Mélody, la victoire en chansons est une série télévisée ivoirienne. 

## Description
Cette série de 12 épisodes de 52 minutes, créée et réalisée par Alain Guikou, est produite par Akwaba Films en coproduction avec Sol-Prodd Consulting et TV5 Monde. Cette sortie sera accompagnée d’un documentaire de 26 minutes retraçant la genèse du projet,,,,,,,,,. La série est diffusée dès le 6 juin 2021 sur TV5 Monde Afrique.